# Список глав правительства Фиджи
Список глав правительства Фиджи включает в себя руководителей правительства Фиджи со времени создания в стране в 1963 году правительственного кабинета, а также премьер-министров недолговечного королевства, созданного в 1870-х годах.
В настоящее время руководство правительством осуществляет премьер-министр Республики Фиджи (фидж. Kamisese Kapaiwai Tuimacilai Mara, англ. Prime Minister of the Republic of Fiji), которым становится  лидер политической партии, которая получила более половины от общего числа мест в парламенте (при отсутствии партии большинства его кандидатуру для парламентского одобрения предлагает президент республики). Конституционно премьер-министр Фиджи является первым среди равных, его голос на заседаниях кабинета имеет равный вес с голосами министров, однако глава правительства осуществляет их назначение и организует работу кабинета. Его положение в системе государственной власти определяет конституция, вступившая в силу 6 сентября 2013 года
В колониальный период глава кабинета именовался руководитель государственных дел (1963—1967 годы) и главный министр (1967—1970 годы), с провозглашением независимости в 1970 году — премьер-министр, после провозглашения республики это наименование поста сохранилось (за исключением периодов военных правительств).
Применённая в первом столбце таблиц нумерация является условной. Также условным является использование в первых столбцах цветовой заливки, служащей для упрощения восприятия принадлежности лиц к различным политическим силам без необходимости обращения к столбцу, отражающему партийную принадлежность, независимый статус политика или статус военнослужащего, если вооружённые силы играли самостоятельную политическую роль. В столбце «Выборы» отражены состоявшиеся выборные процедуры, сформировавшие состав парламента, поддерживающий главу правительства, или иные основания его полномочий. Имена персон приведены на английском, фиджийском или фиджийском хинди языках сообразно их происхождению, наименования должностей, как правило, на английском языке в соответствии с источниками. Приведённые в преамбулах к каждому из разделов описания этих периодов призваны пояснить особенности политической жизни страны.

## Королевство Фиджи (1871—1874)

Флаг королевства

Королевство Фиджи (фидж. Matanitu o Viti) являлось первым государством, объединившим архипелаг Фиджи (за исключением острова Ротома). Ему предшествовала сформированная верховными вождями фиджийских государств конфедерация, ассамблею которой возглавил винивалу (вождь, военачальник) острова Мбау Рату Серу Эпениса Такомбау. Её создание было безуспешным, но вскоре британский почётный консул Джон Бейтс Терстон убедил вождей принять конституционную монархию, и 5 июня 1871 года Такомбау был провозглашён королём Фиджи (фидж. Tui Viti). Его правительство возглавляли британские подданные, назначаемые на пост премьера (фидж. Premier ni Matanitu o Viti).
Суверенитет над территорией архипелага был передан британской короне в соответствии с договором, подписанным в столичном Левуке на острове Овалау 30 сентября и 10 октября 1874 года Такомбау и островными вождями, с одной стороны, и представляющим корону губернатором колонии Новый Южный Уэльс Геркулесом Робинсоном, с другой. Прокламация о цессии Фиджи была издана 10 октября Робинсоном, ставшим их временным губернатором. 1 сентября 1875 года Фиджи были организованы как отдельная колония в соответствии с хартией, подписанной королевой Викторией 2 января 1875 года и вступившей в силу после обнародования губернатором колонии 1 сентября 1875 года.
|        | Портрет | Имя (годы жизни)                                         | Полномочия   | Полномочия      | Пр.          |
| Начало | Портрет | Имя (годы жизни)                                         | Окончание    |                 | Пр.          |
| ------ | ------- | -------------------------------------------------------- | ------------ | --------------- | ------------ |
| 1      |         | Сидни Чарльз Берт (1826—1892) англ. Sydney Charles Burt  | 5 июня 1871  | 18 мая 1872     | [ 8 ] [ 9 ]  |
| 2      |         | Джордж Остин Вудс (1828—1905) англ. George Austin Woods  | 18 мая 1872  | 3 марта 1874    | [ 8 ] [ 10 ] |
| и. о.  |         | Джон Бейтс Терстон (1836—1897) англ. John Bates Thurston | 3 марта 1874 | 10 октября 1877 | [ 8 ] [ 11 ] |

## Колониальный период (1963—1970)

Флаг (1924—1970)

В британской Колонии Фиджи в 1963 году был создан правительственный кабинет, имеющий исполнительные полномочия, значительно ограниченные полномочиями лондонского правительства Её Величества, следующими из конституционного обычая.
Первоначально его возглавлял руководитель государственных дел (англ. Leaders of Government Business), с 1967 года — главный министр Фиджи (англ. Chief minister of Fiji), которым становился лидер победившей на выборах в парламент партии.
|          | Портрет          | Имя (годы жизни)                                                                               | Полномочия      | Полномочия       | Партия                                     | Выборы                                             | Должность                                                             | Пр.           |
| Начало   | Портрет          | Имя (годы жизни)                                                                               | Окончание       |                  | Партия                                     | Выборы                                             | Должность                                                             | Пр.           |
| -------- | ---------------- | ---------------------------------------------------------------------------------------------- | --------------- | ---------------- | ------------------------------------------ | -------------------------------------------------- | --------------------------------------------------------------------- | ------------- |
| 1 (I—II) |                  | Рату Сэр Камисесе Капаиваи Туимазилаи Мара (1920—2004) фидж. Kamisese Kapaiwai Tuimacilai Mara | 1963            | 20 сентября 1967 | Партия альянса → Фиджийская партия альянса | 1963                                               | руководитель государственных дел англ. Leaders of Government Business | [ 14 ] [ 15 ] |
| 1 (I—II) | 20 сентября 1967 | Рату Сэр Камисесе Капаиваи Туимазилаи Мара (1920—2004) фидж. Kamisese Kapaiwai Tuimacilai Mara | 10 октября 1970 | 1966             | Партия альянса → Фиджийская партия альянса | главный министр Фиджи англ. Chief minister of Fiji |                                                                       | [ 14 ] [ 15 ] |

## Доминион (1970—1987)
Премьер-министр Фиджи (англ. Prime Minister of Fiji) являлся главой правительства после провозглашена страны независимым Доминионом Фиджи (англ. Dominion of Fiji), королевством Содружества. Правящим монархом нового государства стала Елизавета II, которую представляли назначаемые ею генерал-губернаторы и главнокомандующие Фиджи (англ. Governor-General and Commander-in-Chief of Fiji), осуществлявшие большую часть полномочий монарха, служа его воле. Назначение генерал-губернатора происходило по рекомендации кабинета министров Фиджи без участия британского правительства. Правовое положение монарха, генерал-губернатора и правительства было определено нормами, включёнными в закон о независимости и в конституцию, которые были основаны на Вестминстерском статуте 1931 года. Назначение премьер-министром лица, имеющего наилучшие шансы получить парламентскую поддержку, являлось прерогативой самого генерал-губернатора, а не представляемого им монарха. 
Разрыв конституционных связей Фиджи с Соединённым королевством стал результатом двух военных переворотов 1987 года, организованных подполковником Ситибени Рамбукой с целью восстановления прав коренных фиджийцев, по его мнению нарушенных формированием правительства с преобладанием фиджи-индийцев. В результате первого из них 14 мая был отстранён кабинет Тимози Мбабандры, власть передана генерал-губернатору Рату Сэру Пенаиа Нганилау, учредившему для управления страной контролируемый Рамбукой консультативный совет. Заключённое 23 сентября по инициативе Нганилау соглашение о создании правительства национального единства на основе восстановления действия прекращённой военными конституции 1970 года было расценено ими как угроза достигнутым в мае результатам, и вызвало 25 сентября новый переворот, приведший к созданию военного правительства и провозглашению 7 октября 1987 года Республики Фиджи.
|              | Портрет          | Имя (годы жизни)                                                                               | Полномочия      | Полномочия       | Партия                     | Выборы | Должность                                                       | Пр.           |
| Начало       | Портрет          | Имя (годы жизни)                                                                               | Окончание       |                  | Партия                     | Выборы | Должность                                                       | Пр.           |
| ------------ | ---------------- | ---------------------------------------------------------------------------------------------- | --------------- | ---------------- | -------------------------- | --- | --------------------------------------------------------------- | ------------- |
| 1 (III—VIII) |                  | Рату Сэр Камисесе Капаиваи Туимазилаи Мара (1920—2004) фидж. Kamisese Kapaiwai Tuimacilai Mara | 10 октября 1970 | 13 апреля 1987   | Фиджийская партия альянса  | [ комм. 6 ] | премьер-министр Фиджи англ. Prime Minister of Fiji              | [ 14 ] [ 15 ] |
| 1 (III—VIII) | 1972             | Рату Сэр Камисесе Капаиваи Туимазилаи Мара (1920—2004) фидж. Kamisese Kapaiwai Tuimacilai Mara | 10 октября 1970 | 13 апреля 1987   | Фиджийская партия альянса  | | премьер-министр Фиджи англ. Prime Minister of Fiji              | [ 14 ] [ 15 ] |
| 1 (III—VIII) | 1977, март       | Рату Сэр Камисесе Капаиваи Туимазилаи Мара (1920—2004) фидж. Kamisese Kapaiwai Tuimacilai Mara | 10 октября 1970 | 13 апреля 1987   | Фиджийская партия альянса  | | премьер-министр Фиджи англ. Prime Minister of Fiji              | [ 14 ] [ 15 ] |
| 1 (III—VIII) | 1977, сентябрь   | Рату Сэр Камисесе Капаиваи Туимазилаи Мара (1920—2004) фидж. Kamisese Kapaiwai Tuimacilai Mara | 10 октября 1970 | 13 апреля 1987   | Фиджийская партия альянса  | | премьер-министр Фиджи англ. Prime Minister of Fiji              | [ 14 ] [ 15 ] |
| 1 (III—VIII) | 1982             | Рату Сэр Камисесе Капаиваи Туимазилаи Мара (1920—2004) фидж. Kamisese Kapaiwai Tuimacilai Mara | 10 октября 1970 | 13 апреля 1987   | Фиджийская партия альянса  | | премьер-министр Фиджи англ. Prime Minister of Fiji              | [ 14 ] [ 15 ] |
| 2            |                  | Тимози Улуибунда Мбабандра (1934—1989) фидж. Timoci Uluivuda Bavadra                           | 13 апреля 1987  | 14 мая 1987      | Лейбористская партия Фиджи | 1987 | премьер-министр Фиджи англ. Prime Minister of Fiji              | [ 24 ] [ 25 ] |
| —            |                  | Ситибени Лингамаманда Рамбука (1948—) фидж. Sitiveni Ligamamada Rabuka                         | 14 мая 1987     | 25 сентября 1987 | военный                    | [ комм. 8 ] | член консультативного совета англ. member of the Advisory Board | [ 26 ] [ 27 ] |
| —            | 25 сентября 1987 | Ситибени Лингамаманда Рамбука (1948—) фидж. Sitiveni Ligamamada Rabuka                         | 9 октября 1987  | [ комм. 10 ]     | военный                    | командующий и глава Временного военного правительства Фиджи англ. Commander and Head of the Interim Military Government of Fiji |                                                                 | [ 26 ] [ 27 ] |

## Республиканский период (с 1987)
В результате произошедшего 25 сентября 1987 года военного переворота власть в стране перешла к подполковнику Ситибени Рамбуке, который вскоре отказался от своих заявлений в верности короне и издал от имени Военного правительства 7 октября декларацию о провозглашении Республики Фиджи (фидж. Matanitu Tugalala o Viti, англ. Republic of Fiji). 15 октября королева Елизавета II приняла отставку представляющего её генерал-губернатора Рату Сэра Пенаиа Нганилау, тогда же от её имени было сделано заявление о «прекращении верности Фиджи короне». 5 декабря Рамбука оставил пост главы государства и правительства, назначив президентом Нганилау, а на посту премьер-министра восстановив Рату Сэра Камисесе Мару. Под председательством Нганилау была разработана и им промульгирована новая конституция, установившая название страны Суверенная Демократическая Республика Фиджи (фидж. Turaga Demokarasi Matanitu Tugalala o Viti, англ. Sovereign Democratic Republic of Fiji).
Как и предусматривала конституция 1990 года, через 7 лет парламент утвердил новую, изменившую название страны на Республика Островов Фиджи (фидж. Matanitu Tugalala ni Yatu Viti, англ. Republic of the Fiji Islands). Через год после парламентских выборов 1999 года, позволивших сформировать преимущественно фиджи-индийское правительство Махендры Чаудри, националистически настроенный фиджиец Джордж Спейт, поддержанный рядом армейских подразделений, занял парламент с захватом в заложники большинства парламентариев и членов правительства. Для нейтрализации этого выступления ставший в 1993 году президентом Мару передал 29 мая полноту исполнительной власти командующему Вооружёнными силами Рату Фрэнку Мбаинимараме, в июле достигшему соглашения о прекращении мятежа. Мбаинимарама восстановил конституцию 1990 года, 4 июля было назначено временное правительство Лаисении Нгарасе, 18 июля на пост президента Большой Совет вождей (БСВ) избрал Рату Хосефе Илоило.
В 2006 году Мбаинимарама предъявил ультиматум правительству Нгарасе, побуждая отказаться от политики оправдания участников и целей мятежа 2000 года. Не достигнув желаемого, он осуществил 5 декабря 2006 года бескровный переворот, сместив президента и вице-президента, членов правительства и многих чиновников. БСВ отказался признать переход власти и проводить новые выборы, 5 января 2007 года Илоило был восстановлен на посту президента, а на следующий день он назначил Мбаинимарама новым премьер-министром.
Принятое в апреле 2009 года постановление Апелляционного суда о незаконности правительства Мбаинимарамы спровоцировало конституционный кризис: 10 апреля президент Илоило приостановил действие конституции, отстранил весь состав суда от должности и ввёл чрезвычайное положение.
В марте 2012 года режим объявил, что новая конституция будет разработана специальной комиссией, обсуждена и одобрена учредительным собранием, однако предложенный проект был отклонён правительством, и оно подготовило собственный, который был промульгирован президентом в качестве новой конституции 6 сентября 2013 года. Среди прочих изменений, был распущен Большой Совет вождей, закреплённые ранее за ним полномочия выбора президента переданы парламенту, установлен трёхлетний срок полномочий главы государства (с правом переизбрания), из избирательной системы были изъяты нормы этнических квот, было закреплено наименование страны Республики Фиджи (фидж. Matanitu Tugalala o Viti, англ. Republic of Fiji).
Курсивом и серым цветом выделены даты начала и окончания: во-первых, узурпации полномочий Джорджем Спейтом, осуществившим в мае — июле 2000 года захват парламент с арестом членов правительства; во-вторых, полномочий членов правительства, замещавших в январе — марте 2022 года отсутствовавшего по медицинским показаниям премьер-министра Рату Фрэнка Мбаинимараму.
|                                           | Портрет          | Имя (годы жизни) | Полномочия           | Полномочия                              | Партия                                                                 | Выборы | Должность | Пр.           |
| Начало                                    | Портрет          | Имя (годы жизни) | Окончание            |                                         | Партия                                                                 | Выборы | Должность | Пр.           |
| ----------------------------------------- | ---------------- | --- | -------------------- | --------------------------------------- | ---------------------------------------------------------------------- | --- | --- | ------------- |
| —                                         |                  | Ситибени Лингамаманда Рамбука (1948—) фидж. Sitiveni Ligamamada Rabuka                                                      | 9 октября 1987       | 5 декабря 1987                          | военный                                                                | [ комм. 10 ] | командующий и глава Военного правительства Фиджи англ. Commander and Head of the Military Government of Fiji         | [ 26 ] [ 27 ] |
| 1 (IX—X)                                  |                  | Рату Сэр Камисесе Капаиваи Туимазилаи Мара (1920—2004) фидж. Kamisese Kapaiwai Tuimacilai Mara                              | 5 декабря 1987       | 25 июля 1990                            | независимый                                                            | [ комм. 14 ] | премьер-министр Республики Фиджи англ. Prime Minister of the Republic of Fiji                                        | [ 14 ] [ 15 ] |
| 1 (IX—X)                                  | 25 июля 1990     | Рату Сэр Камисесе Капаиваи Туимазилаи Мара (1920—2004) фидж. Kamisese Kapaiwai Tuimacilai Mara                              | 2 июня 1992          | [ комм. 15 ]                            | независимый                                                            | премьер-министр Суверенной Демократической Республики Фиджи англ. Prime Minister of the Sovereign Democratic Republic of Fiji | | [ 14 ] [ 15 ] |
| 3 (I—III)                                 |                  | Ситибени Лингамаманда Рамбука (1948—) фидж. Sitiveni Ligamamada Rabuka                                                      | 2 июня 1992          | 27 июля 1997                            | Политическая партия фиджийцев (фидж. Soqosoqo ni Vakavulewa ni Taukei) | премьер-министр Суверенной Демократической Республики Фиджи англ. Prime Minister of the Sovereign Democratic Republic of Fiji | 1992 | [ 26 ] [ 27 ] |
| 3 (I—III)                                 | 1994             | Ситибени Лингамаманда Рамбука (1948—) фидж. Sitiveni Ligamamada Rabuka                                                      | 2 июня 1992          | 27 июля 1997                            | Политическая партия фиджийцев (фидж. Soqosoqo ni Vakavulewa ni Taukei) | премьер-министр Суверенной Демократической Республики Фиджи англ. Prime Minister of the Sovereign Democratic Republic of Fiji | | [ 26 ] [ 27 ] |
| 3 (I—III)                                 | 27 июля 1997     | Ситибени Лингамаманда Рамбука (1948—) фидж. Sitiveni Ligamamada Rabuka                                                      | 19 мая 1999          | [ комм. 16 ]                            | Политическая партия фиджийцев (фидж. Soqosoqo ni Vakavulewa ni Taukei) | премьер-министр Республики Островов Фиджи англ. Prime Minister of the Republic of the Fiji Islands                            | | [ 26 ] [ 27 ] |
| 4                                         |                  | Махендра Паи Чаудри (1942—) фидж. хинди महेन्द्र पाल चौधरी                                                                        | 19 мая 1999          | 27 мая 2000 (с 19 мая 2000 под арестом) | Лейбористская партия Фиджи                                             | премьер-министр Республики Островов Фиджи англ. Prime Minister of the Republic of the Fiji Islands                            | 1999 | [ 35 ] [ 36 ] |
| —                                         |                  | Джордж Спейт (1957—) фидж. George Speight извест. Иликими Наитини фидж. Ilikimi Naitini                                     | 20 мая 2000          | 9 июля 2000                             | независимый                                                            | [ комм. 19 ] | временный премьер-министр англ. Interim Prime Minister                                                               | [ 37 ] [ 38 ] |
| 5 (I)                                     |                  | Рату Тебита Момоендону (1946—2020) фидж. Tevita Momoedonu                                                                   | 27 мая 2000 (минуты) | 27 мая 2000 (минуты)                    | Лейбористская партия Фиджи                                             | [ комм. 20 ] | премьер-министр Республики Островов Фиджи англ. Prime Minister of the Republic of the Fiji Islands                   | [ 39 ] [ 40 ] |
| Пост вакантен (27 мая — 4 июля 2000 года) |                  | |                      |                                         |                                                                        | | |               |
| 6 (I)                                     |                  | Лаисениа Нгарасе (1941—2020) фидж. Laisenia Qarase                                                                          | 4 июля 2000          | 14 марта 2001                           | независимый                                                            | [ комм. 23 ] | премьер-министр Республики Фиджи англ. Prime Minister of the Republic of Fiji                                        | [ 41 ] [ 42 ] |
| 5 (II)                                    |                  | Рату Тебита Момоендону (1946—2020) фидж. Tevita Momoedonu                                                                   | 14 марта 2001        | 16 марта 2001                           | Лейбористская партия Фиджи                                             | [ комм. 25 ] | премьер-министр Республики Островов Фиджи англ. Prime Minister of the Republic of the Fiji Islands                   | [ 39 ] [ 40 ] |
| 6 (II—IV)                                 |                  | Лаисениа Нгарасе (1941—2020) фидж. Laisenia Qarase                                                                          | 16 марта 2001        | 10 сентября 2001                        | Партия единого Фиджи (фидж. Soqosoqo Duavata ni Lewenivanua)           | [ комм. 27 ] | временный премьер-министр Республики Островов Фиджи англ. Interim Prime Minister of the Republic of the Fiji Islands | [ 41 ] [ 42 ] |
| 6 (II—IV)                                 | 10 сентября 2001 | Лаисениа Нгарасе (1941—2020) фидж. Laisenia Qarase                                                                          | 5 декабря 2006       | 2001                                    | Партия единого Фиджи (фидж. Soqosoqo Duavata ni Lewenivanua)           | премьер-министр Республики Островов Фиджи англ. Prime Minister of the Republic of the Fiji Islands                            | | [ 41 ] [ 42 ] |
| 6 (II—IV)                                 | 10 сентября 2001 | Лаисениа Нгарасе (1941—2020) фидж. Laisenia Qarase                                                                          | 5 декабря 2006       | 2006                                    | Партия единого Фиджи (фидж. Soqosoqo Duavata ni Lewenivanua)           | премьер-министр Республики Островов Фиджи англ. Prime Minister of the Republic of the Fiji Islands                            | | [ 41 ] [ 42 ] |
| 7                                         |                  | Хона Мбарабилала Сенилангакали (1929—2011) фидж. Jona Baravilala Senilagakali                                               | 5 декабря 2006       | 4 января 2007                           | независимый                                                            | [ комм. 29 ] | временный премьер-министр Республики Фиджи англ. Interim Prime Minister of the Republic of Fiji                      | [ 43 ] [ 44 ] |
| 8 (I)                                     |                  | Рату Хосаиа Боренге Мбаинимарама (1954—) фидж. Josaia Voreqe Bainimarama извест. Фрэнк Мбаинимарама фидж. Frank Bainimarama | 4 января 2007        | 9 апреля 2009                           | военный                                                                | [ комм. 31 ] | временный премьер-министр Республики Фиджи англ. Interim Prime Minister of the Republic of Fiji                      | [ 45 ] [ 46 ] |
| Пост вакантен (9—11 апреля 2009 года)     |                  | |                      |                                         |                                                                        | | |               |
| 8 (I—III)                                 |                  | Рату Хосаиа Боренге Мбаинимарама (1954—) фидж. Josaia Voreqe Bainimarama извест. Фрэнк Мбаинимарама фидж. Frank Bainimarama | 11 апреля 2009       | 31 марта 2014                           | военный                                                                | [ комм. 33 ] | временный премьер-министр Республики Фиджи англ. Interim Prime Minister of the Republic of Fiji                      | [ 45 ] [ 46 ] |
|                                           | 31 марта 2014    | Рату Хосаиа Боренге Мбаинимарама (1954—) фидж. Josaia Voreqe Bainimarama извест. Фрэнк Мбаинимарама фидж. Frank Bainimarama | 24 декабря 2022      | Фиджифёрст                              | 2014                                                                   | премьер-министр Республики Фиджи англ. Prime Minister of the Republic of Fiji                                                 | | [ 45 ] [ 46 ] |
| 2018                                      | 31 марта 2014    | Рату Хосаиа Боренге Мбаинимарама (1954—) фидж. Josaia Voreqe Bainimarama извест. Фрэнк Мбаинимарама фидж. Frank Bainimarama | 24 декабря 2022      | Фиджифёрст                              |                                                                        | премьер-министр Республики Фиджи англ. Prime Minister of the Republic of Fiji                                                 | | [ 45 ] [ 46 ] |
| и. о.                                     |                  | Иниа Мбатикото Серуирату (?—) фидж. Inia Batikoto Seruiratu                                                                 | 9 января 2022 ?      | Фиджифёрст                              | 15 января 2022                                                         | [ комм. 35 ] | исполняющий обязанности премьер-министра англ. acting Prime Minister                                                 | [ 47 ] [ 48 ] |
| и. о.                                     |                  | Айяз Сайед-Хайюм (1965—) фидж. хинди Aiyaz Sayed-Khaiyum                                                                    | 15 января 2022       | Фиджифёрст                              | 1 марта 2022                                                           | [ комм. 35 ] | исполняющий обязанности премьер-министра англ. acting Prime Minister                                                 | [ 47 ] [ 48 ] |
| 3 (IV)                                    |                  | Ситибени Лингамаманда Рамбука (1948—) фидж. Sitiveni Ligamamada Rabuka                                                      | 24 декабря 2022      | действующий                             | Народный альянс                                                        | 2022 | премьер-министр Республики Фиджи англ. Prime Minister of the Republic of Fiji                                        | [ 26 ] [ 27 ] |